# Леопольд Райсс
Леопольд Райсс (Leopold Reiss; 1882 — 1942 або 1943) — архітектор, що працював у Львові.

## Біографія
Син Якуба-Зайнвеля (Самуеля) Райсса, власника цегельні на вул. Снопківській, 87 у Львові. По смерті батька разом з братом Єжи успадкував її. Закінчив Віденський технічний університет. У 1907—1908 роках проходив практику у Відні: спочатку в бюро Александера Нойманна, згодом у січні—травні 1908 року — в бюро «A. Hatschek & K. Gaerber», потім у Львові: на фірмах Зигмунта Кендзерського, Юзефа Сосновського та Альфреда Захаревича. У вересні 1909 року у Львові отримав концесію на будівництво та відкрив власне архітектурне бюро на вулиці Академічній (нинішній проспект Шевченка, 26). За іншими даними екзамен у Намісництві на право ведення будівництва здав 1910 року. 1910 року брав участь у Першій виставці польських архітекторів у Львові. Колекціонер леополітани та юдаїки. 1925 року увійшов до новоствореного кураторії (комітету) з опіки над пам'ятками єврейського мистецтва, де займався питаннями архітектури. Від того ж року судовий експерт у справах будівництва. Був двічі одружений: першим шлюбом у 1913 році з Яніною Крох, донькою архітектора Якуба Соломона Кроха, другим шлюбом — з Софією Віксель. До вересня 1939 року мешкав в будинку свого тестя, Якуба Вікселя, на вулиці Богуславського, 9 (нинішня вулиця Лукіяновича) у Львові. Загинув у Львівському гетто.
Роботи
- Ймовірно, є автором остаточного проєкту будинку Якуба Райсса (свого батька) на нинішній вулиці Вороного, 9 (1906—1907). Первинний проєкт Вінцента Равського молодшого[2][3].
- Власна кам'яниця Якуба Райсса на вулиці Обертинській, 4 (нинішня вулиця Зарицьких; 1910)[9].
- Кам'яниці на вулиці Обозовій, 3, 5 (нинішня вулиця Генерала Миколи Арсенича; обидва 1910)[3].
- Конкурсний проєкт готелю «Краківського» у Львові зі спорудами Товариства взаємного страхування державних службовців на розі нинішньої площі Соборної і вулиці Пекарської, II місце (1911, співавтор Леопольд Карасінський)[10][11].
- Перебудова порталу та крамниць першого поверху будинку на вулиці Академічній, 26 (нинішній проспект Тараса Шевченка; 1911)[3].
- Житловий будинок Хаї-Дебори Гамбер на вулиці Сонячній, 31 (нинішня вулиця Пантелеймона Куліша; 1911—1912)[12].
- Будинок ритуальної лазні (мікви) на площі Бема, 5 (нинішня площа Князя Святослава; 1912, не зберігся)[3].
- Новий кагальний будинок на вулиці Бляхарській, 27 (нинішня вулиця Івана Федоровича; 1912—1913; співавтор Артур Шлеєн)[13]. Проєкт 1912 року, збудовані у 1913 році[14].
- Перебудова в орієнтальному стилі синагоги товариства «Ґомел Хесед» на вулиці Жовківській, 109 (нинішня вулиця Богдана Хмельницького; проєкт 1911 року, не реалізований)[15][3].
- Житловий будинок на вулиці Сапєги, 69 (нинішня вулиця Степана Бандери; проєкт 1913 року)[16].
- Реконструкція синагоги Темпль у Львові після погрому 1918 року[17]. Прибудова допоміжних приміщень з півночі 1921 року (первинний проєкт Альфреда Каменобродського)[18].
- Реконструкція львівської передміської синагоги у 1919—1920 роках[19].
- Реконструкція синагоги «Золота Роза» (1914—1921)[20].
- Облаштування мікви в кагальному будинку на вулиці Різницькій, 5 (нинішня вулиця Наливайка; 1922)[21].
- Реконструкція синагоги у Буданові на Тернопільщині (1922)[8].
- Санаторій львівського товариства «Яд Харуцим» у Великому Любені на Львівщині (1930—1932)[8].
- Житловий будинок на вулиці Пелчинській, 28 (нинішня вулиця Вітовського; 1936)[22][8].

Галерея робіт Леопольда Райсса
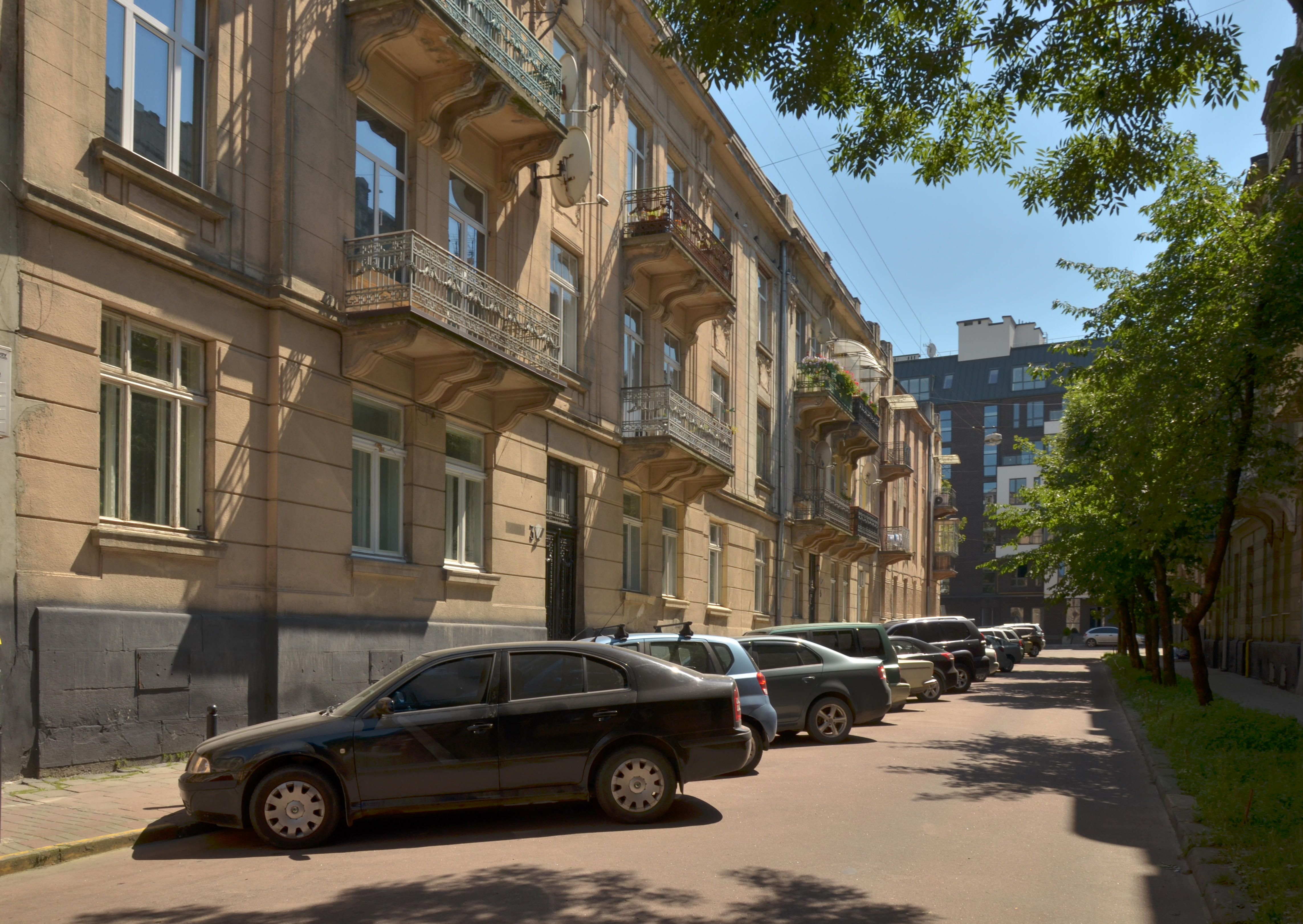
Житловий будинок (вул. Генерала Миколи Арсенича, 3)
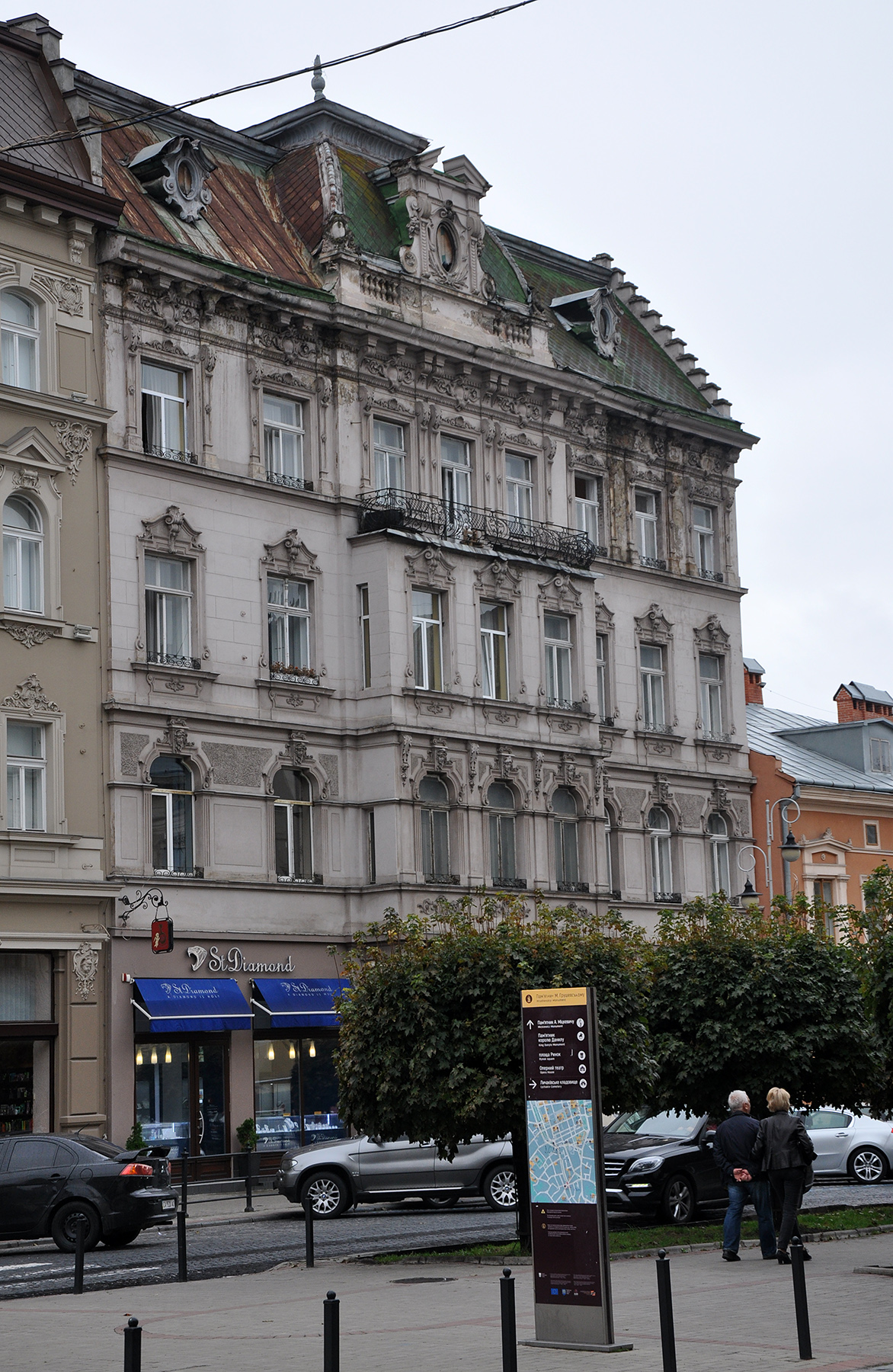
Житловий будинок (пр-кт Шевченка, 26)
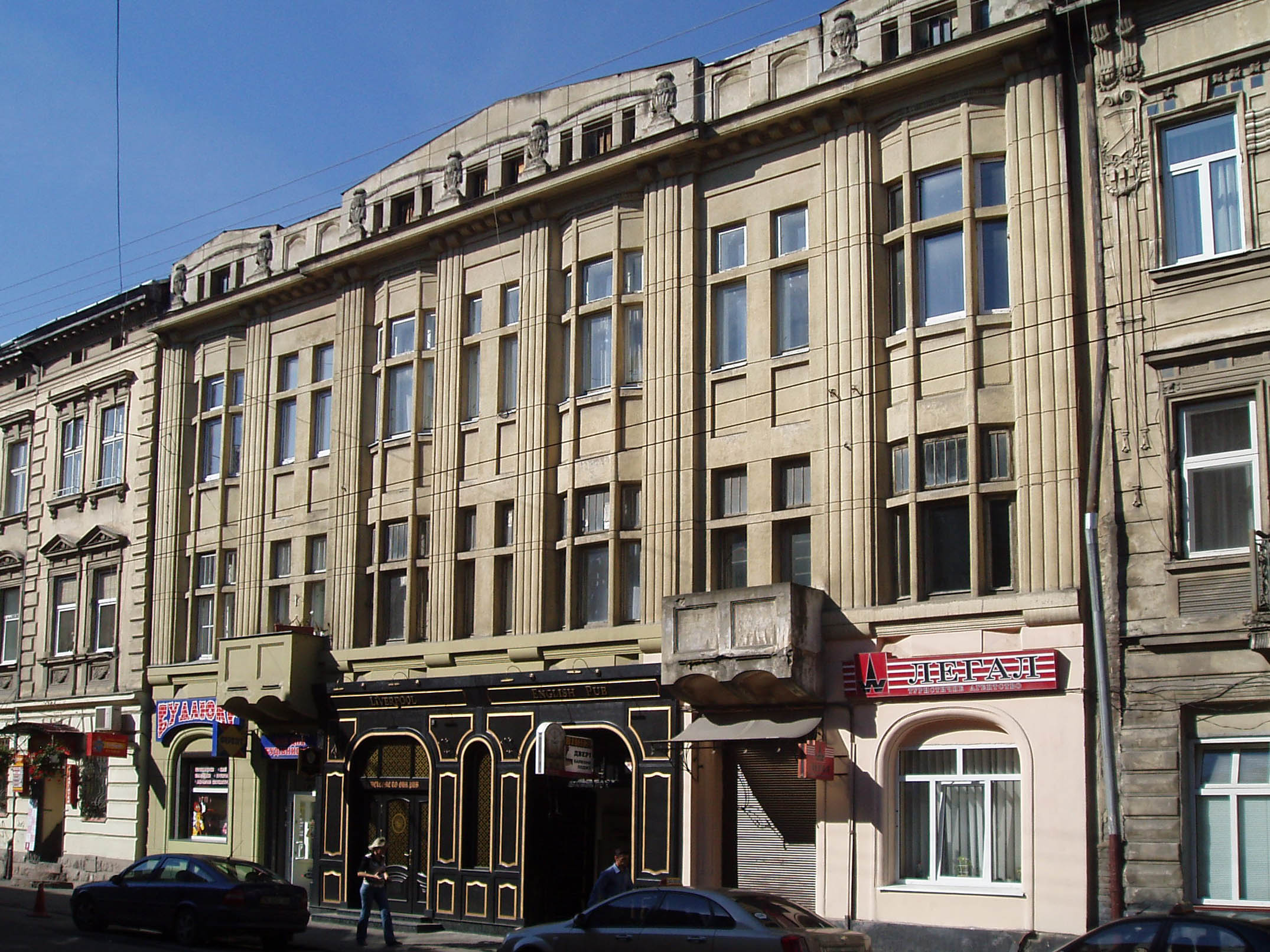
Житловий будинок (вул. Куліша, 31)
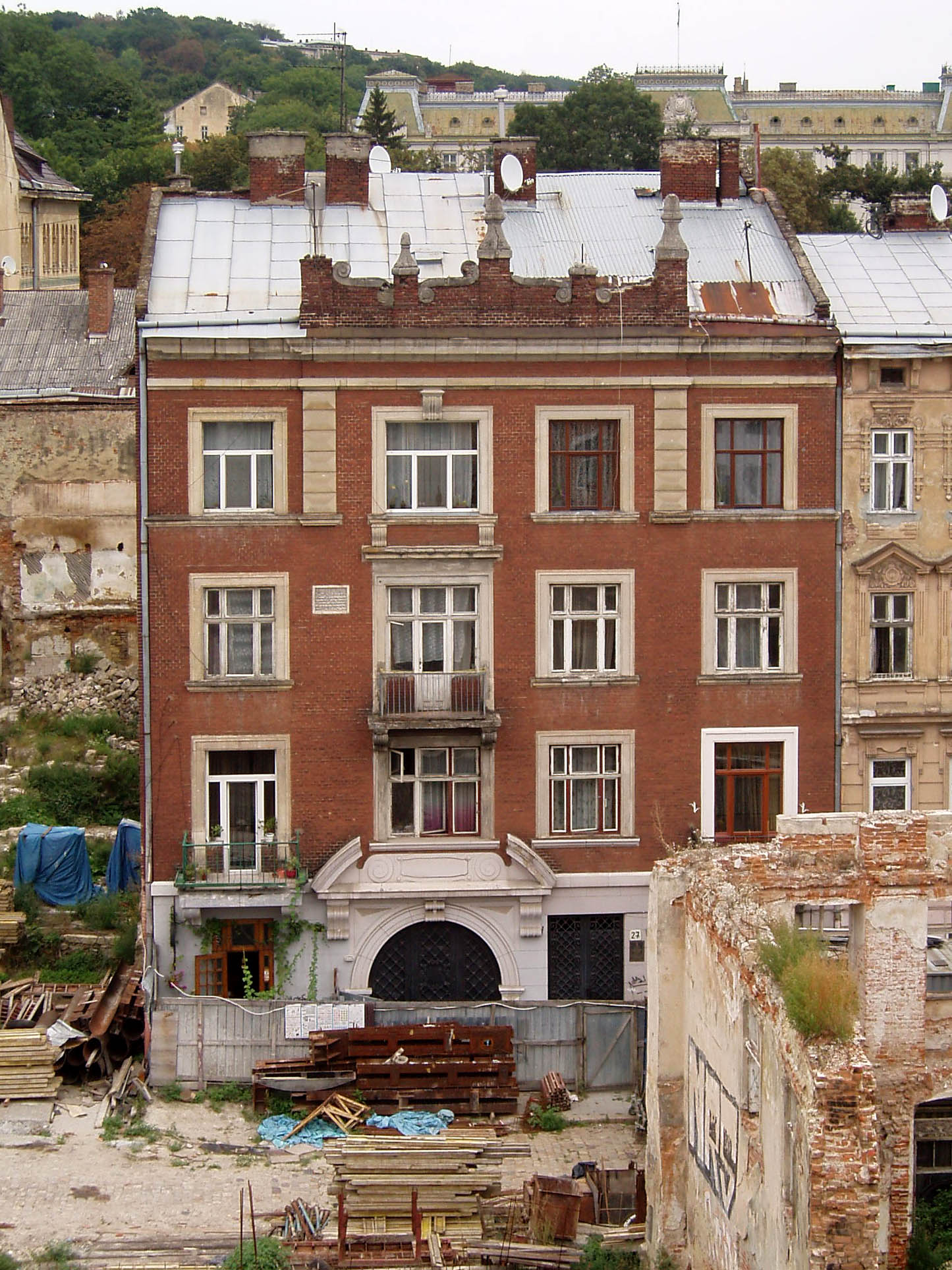
Кагальний будинок (вул. Федоровича, 27)
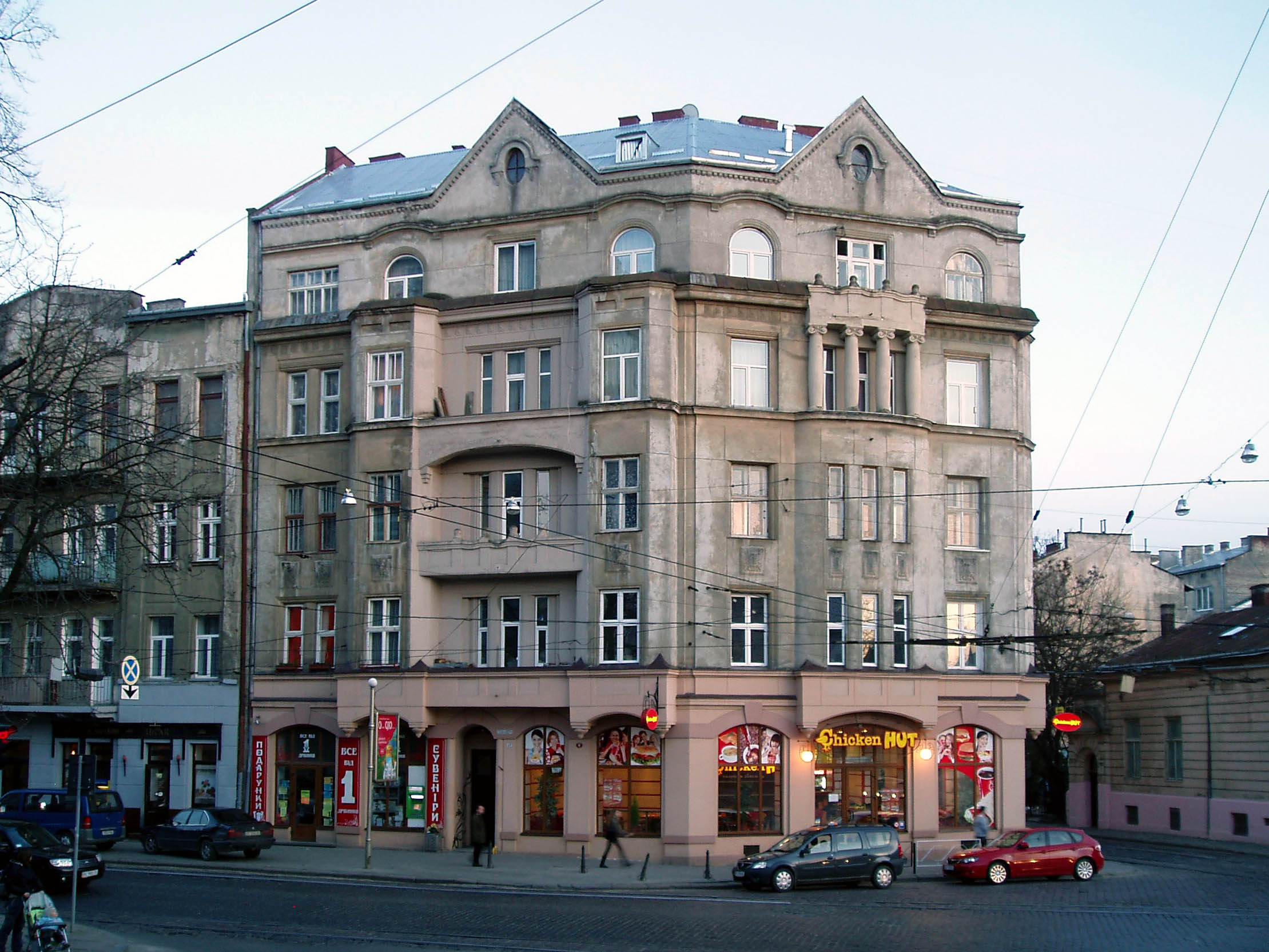
Житловий будинок (вул. Степана Бандери, 69)